# Сан Чипирело
Сан Чипирело (итал. San Cipirello) је насеље у Италији у округу Палермо, региону Сицилија.
Према процени из 2011. у насељу је живело 5136 становника. Насеље се налази на надморској висини од 388 м.

## Становништво
Према резултатима пописа становништва 2011. у општини је живело 5.478 становника.
| 1931. | 1936. | 1951. | 1961. | 1971. | 1981. | 1991. | 2001. | 2011. |
| ----- | ----- | ----- | ----- | ----- | ----- | ----- | ----- | ----- |
| 4.497 | 4.524 | 5.025 | 4.709 | 4.634 | 5.048 | 5.048 | 5.016 | 5.478 |

## Партнерски градови
- Лучера